# Bojkot S-Bahn w Berlinie Zachodnim
Bojkot S-Bahn w Berlinie Zachodnim – bojkotowanie przez władze i ludność Berlina Zachodniego pociągów szybkiej kolei miejskiej (S-Bahn) jako protest przeciwko wzniesieniu muru berlińskiego w 1961 roku przez władze Niemieckiej Republiki Demokratycznej. Bojkot trwał do 1989 roku, miał charakter biernego oporu i polegał na unikaniu podróży koleją miejską oraz wypracowania alternatywnych metod poruszania się po mieście.

## S-Bahn w Berlinie po wojnie
Po II wojnie światowej berlińska S-Bahn była jednym z najważniejszych miejscowych przewoźników. Początkowo funkcjonowała nieregularnie, a system odbudowano do 1947 roku. Do 1948 roku przewoziła 420 milionów pasażerów rocznie, co stanowiło jedną trzecią wszystkich pasażerów przewiezionych berlińską komunikacją. Pomimo coraz wyraźniejszego podziału Berlina na dwie części jednorodny system kolei miejskiej obsługiwał całe miasto, a nawet zaczęto ją stopniowo rozbudowywać na fali powojennego boomu gospodarczego. Pociągi S-Bahn kursowały po terenie całego miasta, nie zatrzymywały się jedynie na przystankach przy granicy sektorów; przeprowadzano na nich kontrole pasażerów. Istniały również pociągi „przelotowe”, nie zatrzymujące się w zachodnich sektorach Berlina. Powstanie muru berlińskiego spowodowało przerwanie jednorodności berlińskiego transportu: powstały dwa niezależne systemy S-Bahn, oba obsługiwane przez wschodnioniemiecką Deutsche Reichsbahn.

## Sytuacja polityczna
Zgodnie z porozumieniem czterech mocarstw w sprawie Berlina po podziale miasta na cztery sektory przewozy kolejowe w obrębie miasta obsługiwało przedsiębiorstwo Deutsche Reichsbahn z Niemieckiej Republiki Demokratycznej.
Pierwsze wezwanie do bojkotu ogłosiła zachodnioniemiecka Federacja Niemieckich Związków Zawodowych 8 września 1951 roku po wprowadzeniu przez NRD opłat tranzytowych za przejazdy drogowe pomiędzy Berlinem Zachodnim i Niemcami Zachodnimi. Jednak oddźwięk był nikły, przeważył interes osobisty berlińczyków, chcących się swobodnie poruszać w obrębie wszystkich czterech sektorów. Inaczej było w roku 1961 – po wzniesieniu muru berlińskiego do bojkotu pociągów S-Bahn na terenie Berlina Zachodniego wezwała Federacja Niemieckich Związków Zawodowych i tym razem osiągnęła zamierzony skutek. Bojkotowi towarzyszyła między innymi akcja informacyjna na Dworcu Zoo, pod hasłem Wer S-Bahn fährt, bezahlt Ulbrichts Stacheldraht – „kto jeździ S-Bahn, płaci na ulbrichtowskie zasieki”. Hasło było fałszywe, gdyż utrzymywanie komunikacji publicznej nie jest zyskowne i opłata za przejazdy S-Bahn w żaden sposób nie była związana z kosztami zasieków granicznych. Bojkot popierał Willy Brandt, który twierdził, że ważne jest, by berlińczycy zachowywali się tak, aby wyrazić solidarność z zagrożonymi braćmi ze wschodu.

## Koszty
Dyrekcja zachodnich Berliner Verkehrsbetriebe na zlecenie Senatu uruchomiła linie autobusowe zastępujące bojkotowane linie S-Bahn. Z tego powodu z Niemiec Zachodnich sprowadzono 178 dodatkowych autobusów. Efekty bojkotu były widoczne już po tygodniu: liczba przewożonych pasażerów spadła z około 500 tysięcy do około 100 tysięcy. Pod koniec lat 70. XX wieku udział S-Bahn w przewozach w Berlinie Zachodnim wynosił około 5%. Często pociągi S-Bahn nie miały po zachodniej stronie miasta ani jednego pasażera. Oprócz autobusów stopniowo rozbudowywano zachodnioberlińskie metro. Przychody Niemieckiej Republiki Demokratycznej z transportu S-Bahn w Berlinie Zachodnim spadły z 36 milionów marek do 7 milionów, co powiększało straty z tytułu zapewnienia komunikacji publicznej. Rocznie NRD dokładała 7 milionów marek. Bojkot był kosztowny również dla rządu Republiki Federalnej Niemiec. Z powodów politycznych nie wchodziły w grę podwyżki cen biletów, wręcz przeciwnie, zachodnioberliński Senat obniżył ceny biletów, aby były konkurencyjne cenowo wobec S-Bahn (20 fenigów za jednorazowy przejazd). Dodatkowo podwyższono zarobki pracowników Berliner Verkehrsbetriebe, na co rząd federalny wydał dodatkowe 23 miliony marek. Dopiero w roku 1964 wskutek weta rządu federalnego zachodnioberliński Senat był zmuszony podnieść ceny biletów autobusowych, tramwajowych i metra o 50%, przez co na niektórych odcinkach oferta Berliner Verkehrsbetriebe była nawet trzy razy droższa niż przejazd S-Bahn. Nawet ta podwyżka nie wystarczyła, by skłonić berlińczyków do zaniechania bojkotu.
Bojkot miał charakter odgórny. Odniesienia do S-Bahn zostały usunięte ze stacji metra, schematów komunikacyjnych, obiektów komunikacyjnych Berliner Verkehrsbetriebe, tablic kierunkowych autobusów i tramwajów, a nawet z przewodników turystycznych. Zaprzestano uznawania biletów S-Bahn w innych środkach przewozu.

## Skutki

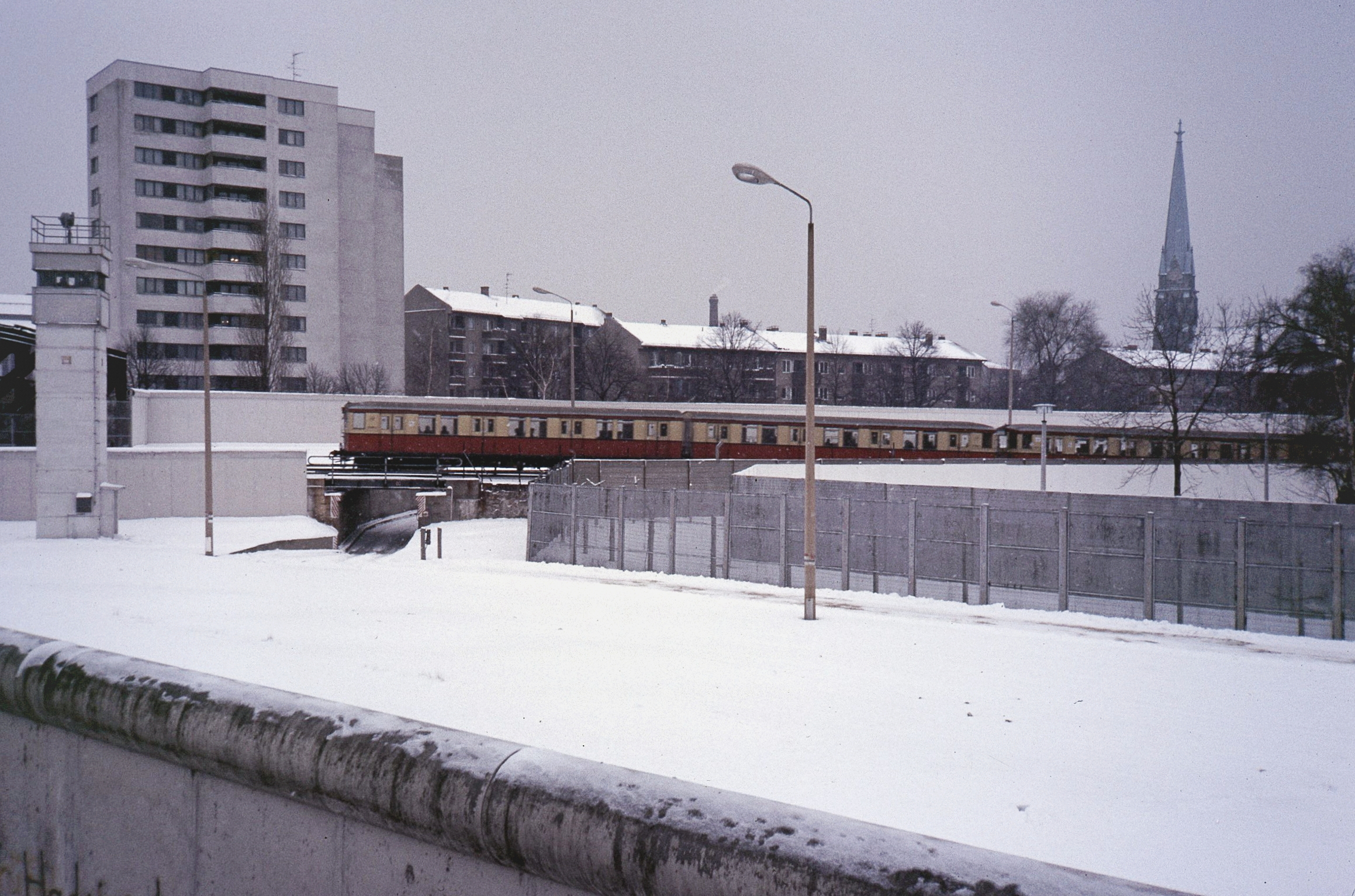
Pociąg S-Bahn przekraczający granicę Wedding (Berlin Zachodni) – Mitte (Berlin wschodni)

Bojkot prowadził do ogromnego marnotrawstwa zasobów. Początkowo skutkiem było jedynie skracanie składów. Deutsche Reichsbahn dokładały starań, by S-Bahn pozostawał najtańszym środkiem przewozowym w mieście. Z czasem jednak to nie wystarczało i wprowadzono kolejne ograniczenia w rozkładzie jazdy. Dotąd unikano zwolnień pracowników przytaczając, że koleje wschodnioniemieckie są przedsiębiorstwem socjalistycznym. Deutsche Reichsbahn w latach 70. XX wieku kilkukrotnie zwracały się do władz Berlina Zachodniego z prośbą o współuczestniczenie w kosztach utrzymania S-Bahn w Berlinie Zachodnim lub nawet przejęcie obsługi. Zwracano uwagę, że S-Bahn codziennie prowadzi przewozy na 173 kilometrach linii i ma krótsze czasy przejazdu niż inne środki przewozowe, więc nie należy dopuszczać do zmarnowania tego potencjału. Od około 1975 roku w Berlinie Zachodnim narosły problemy komunikacyjne, wobec czego powstały zachodnioberlińskie inicjatywy obywatelskie i stowarzyszenia podróżnych zachęcające do zwrócenia się ku S-Bahn i jawnie przyznające się do korzystania z tego środka. Grupy te w środkach przekazu obśmiewano i nazywano komunistycznymi.

### Zwolnienia w transporcie
Z racji odmowy władz Berlina Zachodniego i ogromnych strat pieniężnych Deutsche Reichsbahn, nie widziano już możliwości uniknięcia zwolnień pracowników i od stycznia 1980 roku podjęto zwolnienia. Zwolnienia nie były należycie wykonane i przy zwalnianiu nie kierowano się względami społecznymi, zwalniając między innymi samotne matki, pracowników w wieku przedemerytalnym, a nawet kobietę w ciąży. Odwołania do sądu pracy nie przyniosły żadnego skutku. Napięta atmosfera i brak zaufania do zakładu pracy spowodował, że do września 1980 roku samowolnie odeszło 700 pracowników. Odejścia pracowników jeszcze bardziej pogorszyły sytuację, gdyż spowodowały konieczność dodatkowo płatnych nadgodzin, zwiększając stratę przedsiębiorstwa z tytułu działalności w Berlinie Zachodnim. 15 września 1980 roku ogłoszono kolejne cięcia w rozkładzie obejmujące większość linii, w tym zaniechanie przejazdów od godziny 21 do 5, co przekładało się na mniejsze wynagrodzenia.

### Strajk kolejarzy
Zła atmosfera w miejscu pracy, zapowiedzi dalszych ograniczeń w rozkładzie jazdy oraz wciąż trwające ignorowanie tych linii ze strony mieszkańców i władz Berlina Zachodniego spowodowały wybuch powszechnego niezadowolenia kolejarzy w Berlinie Zachodnim, który przerodził się w strajk. Strajk rozpoczął się 17 września 1980 roku. Strajkowi nie udzieliły poparcia zachodnioberlińskie związki zawodowe, gdyż same się do tego przyczyniły od 1961 roku nawołując do bojkotu S-Bahn. Ludność Berlina Zachodniego, która bojkotem także przyczyniła się do takiego stanu rzeczy, mogła jedynie wyrazić współczucie pracownikom S-Bahn w Berlinie Zachodnim. Z kolejarzami solidaryzowały się tylko nieliczne grupy wcześniej jawnie nieprzychylne bojkotowi. Strajk spowodował zatrzymanie ruchu S-Bahn w Berlinie Zachodnim oraz praktycznie sparaliżował ruch pociągów tranzytowych z Niemiec Zachodnich do Berlina Zachodniego, w tym pociągów zaopatrzeniowych, z pocztą i pociągów misji wojskowych aliantów zachodnich. Strajk zakończył się 25 września 1980 roku w wyniku brutalnych pacyfikacji i działań siłowych. W wyniku strajku zwolniono około 200 pracowników. 27 września 1980 roku przywrócono ruch.
Strajk przyspieszył dalsze ograniczenia S-Bahn w Berlinie Zachodnim, choć nawet gdyby Deutsche Reichsbahn chciały, to przez liczne zwolnienia i dalsze odejścia pracowników nie były w stanie przywrócić ruchu sprzed strajku. Do obsługi pociągów tranzytowych i udrożnienia zatorów tymczasowo ściągnięto pracowników z NRD. Pociągi S-Bahn zostały wycofane między innymi z zachodniej części obwodnicy Berlina. Ruch na S-Bahn wznowiono tylko na trzech liniach w takcie 20-minutowym, sieć skurczyła się o ponad połowę z 144,8 kilometra przed strajkiem do 72,6 kilometra. W 1983 roku S-Bahn w Berlinie Zachodnim przewoziła już tylko 8–10 tysięcy podróżnych dziennie. Deutsche Reichsbahn zapowiedziały całkowitą rezygnację z obsługi S-Bahn w Berlinie Zachodnim od 1984 roku.

### Przejęcie kolei przez władze Berlina Zachodniego
Z drugiej strony strajk uświadomił władzom zachodnioberlińskim, że mimo sprowadzenia do niewielkiego znaczenia komunikacyjnego S-Bahn, sprawy nie można dalej pozostawiać samej sobie, choćby ze względów wizerunkowych. Stąd też 31 października 1983 roku wznowiono negocjacje z Deutsche Reichsbahn w sprawie przejęcia obsługi S-Bahn w Berlinie Zachodnim, po uprzedniej zgodzie aliantów zachodnich i zapewnieniu części środków finansowych z Republiki Federalnej Niemiec. Przejęcie S-Bahn przez zachodnie Berliner Verkehrsbetriebe dokonało się 9 stycznia 1984 roku o 3:00. Wyjątkami pozostały odcinek graniczny Berlin Lehrter Bahnhof – Berlin Friedrichstraße (obsługiwany pociągami Berliner Verkehrsbetriebe, ale przez maszynistów Deutsche Reichsbahn) oraz stacja Wollankstraße (leżała na terytorium NRD, ale obsługiwała podróżnych z Berlina Zachodniego – pociągi były obsługiwane przez Berliner Verkehrsbetriebe, a samą stację obsługiwały Deutsche Reichsbahn).
Po przejęciu obsługi S-Bahn w Berlinie Zachodnim przez Berliner Verkehrsbetriebe stopniowo przywracano ruch, choć do 1989 roku wciąż nie przywrócono go na wielu liniach planując to na lata 1990–2004. Do 1989 roku przywrócono ruch na 50,47 kilometrach. Na pozostałych liniach zwiększano częstotliwość. Działania te spowodowały wzrost liczby podróżnych. Mimo przejęcia S-Bahn w Berlinie Zachodnim w całości przez zachodnioberliński podmiot, bojkot formalnie nie został odwołany do 1989 roku.